# فهرست پرافتخارترین کشتی‌گیران ایرانی
کشتی در ایران از قدیمی‌ترین ورزش‌هاست که در دوران صفویه و زندیه رونق زیادی یافته بود.

## بیشترین تعداد مدال (قهرمانی جهان و المپیک)
در مسابقات قهرمانی کشتی جهان ۲۰۲۲ صربستان حسن یزدانی موفق شد نهمین مدال خود در مسابقات المپیک و قهرمانی جهان را به‌دست بیاورد. در کشتی فرنگی حمید سوریان دارندهٔ شش مدال طلای جهان (۲۰۱۴، ۲۰۱۰ ،۲۰۰۹، ۲۰۰۷، ۲۰۰۶ ،۲۰۰۵) و یک مدال طلای المپیک (۲۰۱۲) با ۷ مدال در جایگاه دوم مشترک با جهان پهلوان غلامرضا تختی قرار می‌گیرند. در بین بیشترین مدال‌های کسب شده تاریخ جهان کشتی می‌توان به نام الکساندر کارلین روس و بروس بومگارتنر  آمریکایی با ۱۳ مدال و الکساندر مدوید بلاروس با ۱۲ مدال، اشاره کرد.

## امتیازبندی
جدول مدال آوران کشتی آزاد ایران در ادامه قابل مشاهده است. طبق امتیازبندی اتحادیه جهانی کشتی جمع امتیازات این جدول به شکل زیر محاسبه شده‌است:
- مدال طلای المپیک ۲۰ امتیاز
- مدال نقره المپیک ۱۰ امتیاز
- مدال برنز المپیک ۵ امتیاز
- مدال طلای جهان ۱۰ امتیاز
- مدال نقره جهان ۵ امتیاز
- مدال برنز جهان ۲ امتیاز

حسن یزدانی با ۸۷ امتیاز در صدر با کیفیت‌ترین کشتی‌گیران تاریخ ایران قرار دارد. حمید سوریان با ۸۰ امتیاز در جایگاه دوم، غلامرضا تختی و عبدالله موحد با ۷۰ امتیاز در جایگاه مشترک سوم، وامام علی حبیبی و رسول خادم با ۵۰ امتیاز در جایگاه مشترک پنجم و ابراهیم جوادی و علیرضا دبیر با ۴۵ امتیاز در جایگاه مشترک هفتم مشترک قرار گرفته‌اند. اما در بین رکوردها عبدالله موحد تنها کشتی‌گیر ایرانیست که توانسته به صورت بی وقفه از سال‌های ۷۰–۱۹۶۵ تمام عناوین طلای جهانی را بدون هیچ شکستی کسب کند. دربین پر افتخارترین کشتی‌گیران تاریخ کشتی جهان می‌توان به نام الکساندر کارلین اشاره کرد. وی با ۹ طلای جهانی و ۳ طلا و یک نقرهٔ المپیک و ۱۶۰ امتیاز دومین پرافتخارترین کشتی‌گیر تاریخ است. میخایین لوپز فرنگی کار فوق سنگین کوبایی در المپیک پاریس موفق شد پنجمین مدال طلای المپیک خود را کسب کند پرافتخارترین کشتی‌گیر تاریخ است. وی اولین کشتی‌گیر مرد تاریخ است که توانسته چنین افتخاری را به‌دست‌آورد[7]. نکتهٔ جالب توجه این است که ایران درطول تاریخ رقابت‌های کشتی المپیک از ابتدا تا المپیک ۲۰۲۴ پاریس، تنها ۷ مدال طلا آزاد و ۶ مدال طلای فرنگی کسب کرده‌است.
| نام                | المپیک          | المپیک                      | المپیک                      | قهرمانی کشتی جهان                                                                   | قهرمانی کشتی جهان                         | قهرمانی کشتی جهان                         | امتیازبندی | امتیازبندی   |
| نام                | طلا             | نقره                        | برنز                        | طلا                                                                                 | نقره                                      | برنز                                      | ت. مدال    | ج. امتیاز ۷۷ |
| ------------------ | --------------- | --------------------------- | --------------------------- | ----------------------------------------------------------------------------------- | ----------------------------------------- | ----------------------------------------- | ---------- | ------------ |
| حسن یزدانی         | ۲۰۱۶ (۷۴ ک. )   | ۲۰۲۴ (۸۶ ک. ) ۲۰۲۰ (۸۶ ک. ) |                             | ۲۰۱۷ (۸۶ ک. ) ۲۰۱۹ (۸۶ ک. ) ۲۰۲۱ (۸۶ ک. )                                           | ۲۰۱۵ (۷۰ ک. ) ۲۰۲۲ (۸۶ ک. ) ۲۰۲۳ (۸۶ ک. ) | ۲۰۱۸ (۸۶ ک. )                             | ۱۰         | ۸۷           |
| غلامرضا تختی       | ۱۹۵۶ (۸۷ ک. )   | ۱۹۵۲ (۷۹ ک. ) ۱۹۶۰ (۸۷ ک. ) |                             | ۱۹۵۹ (۸۷ ک. ) ۱۹۶۱ (۸۷ ک. )                                                         | ۱۹۵۱ (۷۹ ک. ) ۱۹۶۲ (۹۷ ک. )               |                                           | ۷          | ۷۰           |
| عبدالله موحد       | ۱۹۶۸ (۷۰ ک. )   |                             |                             | ۱۹۶۵ (۷۰ ک. ) ۱۹۶۶ (۷۰ ک. ) ۱۹۶۷ (۷۰ ک. ) ۱۹۶۹ (ک. ) ۱۹۷۰ (۶۸ ک. )                  |                                           |                                           | ۶          | ۷۰           |
| رسول خادم          | ۱۹۹۶ (۹۰ ک. )   |                             | ۱۹۹۲ (۸۲ ک. )               | ۱۹۹۴ (۹۰ ک. ) ۱۹۹۵ (۹۰ ک. )                                                         | ۱۹۹۸ (۱۳۰ ک. )                            |                                           | ۵          | ۵۰           |
| امامعلی حبیبی      | ۱۹۵۶ (۶۷ ک. )   |                             |                             | ۱۹۵۹ (۷۳ ک. ) ۱۹۶۱ (۷۳ ک. ) ۱۹۶۲ (۷۳ ک. )                                           |                                           |                                           | ۴          | ۵۰           |
| علیرضا دبیر        | ۲۰۰۰ (ک. )      |                             |                             | ۱۹۹۸ (۵۸ ک. )                                                                       | ۱۹۹۹ (۵۸ ک. ) ۲۰۰۱ (۶۳ ک. ) ۲۰۰۲ (۶۶ ک. ) |                                           | ۵          | ۴۵           |
| امیر حسین زارع     |                 | ۲۰۲۴ (۱۲۵ ک. )              | ۲۰۲۰ (۱۲۵ ک. )              | ۲۰۲۱ (۱۲۵ ک. ) ۲۰۲۳ (۱۲۵ ک. )                                                       |                                           | ۲۰۲۲ (۱۲۵ ک. )                            | ۵          | ۳۷           |
| کمیل قاسمی         | *۲۰۱۲ (۱۲۰ ک. ) | ۲۰۱۶ (۱۲۵ ک. )              |                             |                                                                                     | ۲۰۱۴ (۱۲۵ ک. )                            |                                           | ۳          | ۳۵           |
| رحمان عموزاد       |                 | ۲۰۲۴ (۶۵ ک. )               |                             | ۲۰۲۲ (۶۵ ک. )                                                                       |                                           |                                           | ۲          | ۲۰           |
| صادق گودرزی        |                 | ۲۰۱۲ (۷۲ ک. )               |                             |                                                                                     | ۲۰۱۰ (۷۴ ک. ) ۲۰۱۱ (۷۴ ک. )               | ۲۰۰۹ (۷۴ ک. )                             | ۴          | ۲۲           |
| مسعود مصطفی جوکار  |                 | ۲۰۰۴ (۶۰ ک. )               |                             |                                                                                     |                                           |                                           | ۱          | ۱۰           |
| علیرضا رضایی       |                 | ۲۰۰۴ (۱۲۰ ک. )              |                             |                                                                                     |                                           | ۲۰۰۳ (۱۲۰ ک. )                            | ۲          | ۱۲           |
| عباس جدیدی         |                 | ۱۹۹۶ (۱۰۰ ک. )              |                             | ۱۹۹۸ (۹۷ ک. )                                                                       |                                           | ۱۹۹۵ (۱۰۰ ک. ) ۱۹۹۹ (۱۳۰ ک. )             | ۴          | ۲۴           |
| عسگری محمدیان      |                 | ۱۹۸۸ (۵۷ ک. ) ۱۹۹۲ (۶۲ ک. ) |                             |                                                                                     | ۱۹۸۹ (۵۷ ک. )                             |                                           | ۳          | ۲۵           |
| منصور برزگر        |                 | ۱۹۷۶ (۷۴ ک. )               |                             | ۱۹۷۳ (۷۴ ک. )                                                                       | ۱۹۷۵ (۷۴ ک. ) ۱۹۷۷ (۷۴ ک. )               |                                           | ۵          | ۳۰           |
| محمدعلی خجسته‌پور   |                 | ۱۹۵۶ (۵۲ ک. )               |                             |                                                                                     |                                           |                                           | ۱          | ۱۰           |
| محمدمهدی یعقوبی    |                 | ۱۹۵۶ (۵۷ ک. )               |                             |                                                                                     |                                           | ۱۹۵۱ (۵۷ ک. )                             | ۲          | ۱۲           |
| ناصر گیوه‌چی        |                 | ۱۹۵۲ (۶۲ ک. )               |                             |                                                                                     |                                           |                                           | ۱          | ۱۰           |
| امیرعلی آذرپیرا    |                 |                             | ۲۰۲۴ (۹۷ ک. )               |                                                                                     |                                           |                                           | ۱          | ۵            |
| حسن رحیمی          |                 |                             | ۲۰۱۶ (۵۷ ک. )               | ۲۰۱۳ (۵۵ ک. )                                                                       | ۲۰۱۵ (۵۷ ک. )                             | ۲۰۱۱ (۵۵ ک. ) ۲۰۱۴ (۵۵ ک. )               | ۵          | ۲۴           |
| احسان لشگری        |                 |                             | ۲۰۱۲ (۸۴ ک. )               |                                                                                     |                                           | ۲۰۱۳ (۸۴ ک. )                             | ۲          | ۷            |
| مراد محمدی         |                 |                             | ۲۰۰۸ (۶۰ ک. )               | ۲۰۰۶ (۶۰ ک. )                                                                       |                                           | ۲۰۰۵ (۶۰ ک. ) ۲۰۱۰ (۶۰ ک. )               | ۵          | ۱۹           |
| علیرضا حیدری       |                 |                             | ۲۰۰۴ (۹۶ ک. )               | ۱۹۹۸ (۸۵ ک. )                                                                       | ۱۹۹۹ (۹۷ ک. ) ۲۰۰۲ (۹۶ ک. ) ۲۰۰۳ (۹۶ ک. ) | ۱۹۹۷ (۸۵ ک. )                             | ۶          | ۳۲           |
| امیررضا خادم       |                 |                             | ۱۹۹۲ (۷۴ ک. ) ۱۹۹۶ (۸۲ ک. ) | ۱۹۹۱ (۷۴ ک. )                                                                       |                                           | ۱۹۹۰ (۷۴ ک. )                             | ۵          | ۲۲           |
| ابراهیم جوادی      |                 |                             | ۱۹۷۲ (۴۸ ک. )               | ۱۹۶۹ (۴۸ ک. ) ۱۹۷۰ (۴۸ ک. ) ۱۹۷۱ (۴۸ ک. ) ۱۹۷۳ (۵۲ ک. )                             |                                           |                                           | ۵          | ۴۵           |
| ابوطالب طالبی      |                 |                             | ۱۹۶۸ (۵۷ ک. )               |                                                                                     |                                           | ۱۹۶۶ (۵۷ ک. ) ۱۹۶۷ (۵۷ ک. ) ۱۹۶۹ (۵۷ ک. ) | ۴          | ۱۱           |
| شمس‌الدین سیدعباسی  |                 |                             | ۱۹۶۸ (۶۳ ک. )               | ۱۹۷۰ (۶۲ ک. )                                                                       | ۱۹۶۹ (۶۲ ک. ) ۱۹۷۱ (۶۲ ک. )               |                                           | ۴          | ۲۵           |
| علی‌اکبر حیدری      |                 |                             | ۱۹۶۴ (۵۲ ک. )               |                                                                                     |                                           |                                           | ۱          | ۵            |
| محمدعلی صنعت‌کاران  |                 |                             | ۱۹۶۴ (۷۸ ک. )               | ۱۹۶۱ (۶۷ ک. )                                                                       | ۱۹۶۵ (۷۸ ک. )                             |                                           | ۳          | ۲۰           |
| محمدابراهیم سیف‌پور |                 |                             | ۱۹۶۰ (۵۲ ک. )               | ۱۹۶۱ (۵۷ ک. ) ۱۹۶۵ (۶۳ ک. )                                                         | ۱۹۶۳ (۶۳ ک. )                             |                                           | ۴          | ۳۰           |
| محمود ملاقاسمی     |                 |                             | ۱۹۵۲ (۵۲ ک. )               |                                                                                     |                                           |                                           | ۱          | ۵            |
| توفیق جهان‌بخت      |                 |                             | ۱۹۵۲ (۶۷ ک. )               | ۱۹۵۴ (۶۷ ک. )                                                                       |                                           |                                           | ۲          | ۱۵           |
| عبدالله مجتبوی     |                 |                             | ۱۹۵۲ (۷۳ ک. )               |                                                                                     |                                           | ۱۹۵۱ (۷۳ ک. )                             | ۲          | ۷            |
|                    |                 |                             |                             |                                                                                     |                                           |                                           |            |              |
| حمید سوریان        | ۲۰۱۲ (۵۵ ک. )   |                             |                             | ۲۰۰۵ (۵۵ ک. ) ۲۰۰۶ (۵۵ ک. ) ۲۰۰۷ (۵۵ ک. ) ۲۰۰۹ (۵۵ ک. ) ۲۰۱۰ (۵۵ ک. ) ۲۰۱۴ (۵۹ ک. ) |                                           |                                           | ۷          | ۸۰           |
| محمد هادی ساروی    | ۲۰۲۴ (۹۷ ک. )   |                             | ۲۰۲۰ (۹۷ ک. )               | ۲۰۲۱ (۹۷ ک. )                                                                       |                                           | ۲۰۲۲ (۹۷ ک. )                             | ۴          | ۳۷           |
| محمدرضا گرایی      | ۲۰۲۰ (۶۷ ک. )   |                             |                             | ۲۰۲۱ (۶۷ ک. )                                                                       | ۲۰۲۲ (۶۷ ک. )                             |                                           | ۳          | ۳۵           |
| امید نوروزی        | ۲۰۱۲ (۶۰ ک. )   |                             |                             | ۲۰۱۱ (۶۰ ک. )                                                                       | ۲۰۱۴ (۶۶ ک. )                             |                                           | ۳          | ۳۵           |
| قاسم رضایی         | ۲۰۱۲ (۹۶ ک. )   |                             | ۲۰۱۶ (۹۸ ک. )               |                                                                                     | ۲۰۱۵ (۹۶ ک. )                             | ۲۰۰۷ (۹۶ ک. ) ۲۰۱۴ (۹۸ ک. )               | ۵          | ۳۴           |
| سعید اسماعیلی      | ۲۰۲۴ (۶۷ ک. )   |                             |                             |                                                                                     |                                           |                                           | ۱          | ۲۰           |
| علیرضا مهمدی       |                 | ۲۰۲۴ (۸۷ ک. )               |                             |                                                                                     | ۲۰۲۳ (۸۲ ک. )                             |                                           | ۲          | ۱۵           |
| رحیم علی‌آبادی      |                 | ۱۹۷۲ (۴۸ ک. )               |                             |                                                                                     | ۱۹۶۹ (۴۸ ک. )                             | ۱۹۷۳ (۵۲ ک. )                             | ۳          | ۱۷           |
| امین میرزازاده     |                 |                             | ۲۰۲۴ (۱۳۰ ک. )              | ۲۰۲۳ (۱۳۰ ک.)                                                                       | ۲۰۲۲ (۱۳۰ ک.)                             |                                           | ۳          | ۲۰           |
| سعید عبدولی        |                 |                             | ۲۰۱۶ (۷۵ ک. )               | ۲۰۱۱ (۶۶ ک. )                                                                       |                                           | ۲۰۱۷ (۷۲ ک. ) ۲۰۱۹ (۸۲ ک. )               | ۴          | ۱۹           |
| محمد پذیرایی       |                 |                             | ۱۹۶۰ (۵۲ ک. )               |                                                                                     |                                           |                                           | ۱          | ۵            |

*کمیل قاسمی در بازی‌های المپیک تابستانی ۲۰۱۲ موفق به کسب مدال برنز مشترک در کشتی آزاد ۱۲۰ کیلوگرم شد. بعد از ده سال تست دوپینگ نفرات اول و دوم این وزن مثبت اعلام شد و طلا به کمیل قاسمی و بیلال ماخوف روس، دیگر دارندهٔ مدال برنز مشترک این وزن رسید [10] [11].
**در جدول بالا نام ورزشکارانی که حداقل یک عنوان المپیک داشته باشند آمده‌است؛ لذا ممکن است ورزشکاری چندین مقام جهانی داشته باشد ولی به علت نداشتن مدال المپیک به این جدول راه پیدا نکرده باشد.